# Португалско-турска война (1580–1589)
Четвъртата Португалско-турска война (1580-1589) е въоръжен конфликт между Португаллската империя и Османската империя в Индийския океан.
От 1580 до 1584 османската флота за първи път атакува само португалски кораби в Индийския океан. През 1585 Мирали бег завзема португалските пристанища в Източна Африка (Барава, Джумбо и Микдишу). Мурат Рейс, турския адмирал пленява Лансароте, част от Канарските острови.
През 1586 Португалската армия отблъсква турците при Пата и Мелинде, но португалският флот е унищожен от буря близо до Йемен и край река Момбаса.
Момбаса е завзет от турците, но африканското племе Зимба се присъединява към португалската кауза и възвръща града. Градът губи по-голямата част от населението си по време на клането, което последва след падането му и трябва да се построи и засели наново от португалците.